# Елемер Гірш
Елемер Гірш (рум. Elemer Hirsch; 14 травня 1895 — 17 травня 1953) — румунський адвокат, фігурист, хокеїст, а також футбольний захисник, тренер і арбітр.

## Біографія
Елемер Гірш походив із заможної єврейської родини, яка володіла великими земельними ділянками в Бетлені, яке у той час входило до складу Австро-Угорщини. Він навчався на юридичному факультеті в Будапешті і Відні, почавши працювати юристом у віці 24 років.
1921 року він почав грати у футбол у клубі «Клуж». Через кілька років він перейшов до «Університаті» (Клуж), де також грав у хокей з шайбою.
Елемер Гірш зіграв у історичному першому офіційному матчі національної збірної Румунії на Кубку короля Олександра 1922 року проти Югославії.. Форму команді для того матчу Гірш придбав за власні гроші Він також був у складі збірної на літніх Олімпійських іграх 1924 року, але там на поле не вийшов. Загалом він зіграв 5 ігор за збірну.
Гірш також брав участь у змаганнях з фігурного катання, зумівши завоювати три титули чемпіона Румунії в 1924, 1925 і 1927 роках, а також ставши міжнародним суддею з фігурного катання.
Після завершення кар'єри футболіста він став футбольним арбітром, в тому числі судив матчі румунського вищого дивізіону.
У 1940-х роках, після Другого Віденського арбітражу, через його єврейське походження угорська влада заборонила йому працювати юристом і позбавила його власності, яка згодом була націоналізована румунським комуністичним режимом. Йому вдалося втекти з Клужа, коли влада хотіла відправити його в концтабір під час Голокосту.
Після закінчення Другої світової війни він повернувся в Клуж і почав свою тренерську кар'єру в клубі ЧФР (Клуж). Згодом у 1950 році він став тренером клузької «Армати». У травні 1953 року після закінчення матчу в Бая-Маре він знепритомнів по дорозі до автобуса команди, воротар Ніколае Собослай спробував надати йому першу допомогу, але Гірш помер у нього на руках.

## Міжнародна кар'єра

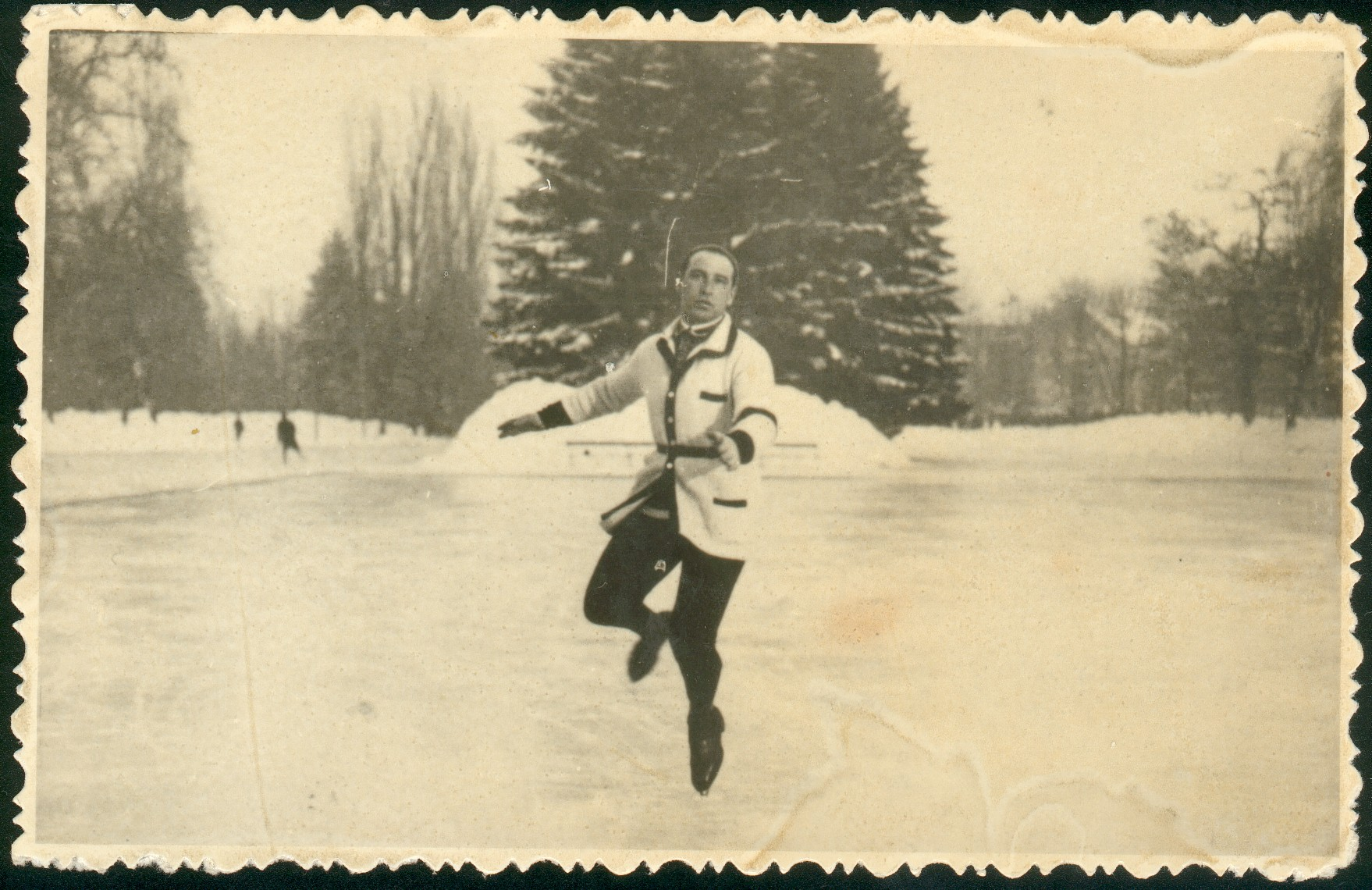
Елемер Гірш катається на ковзанах.

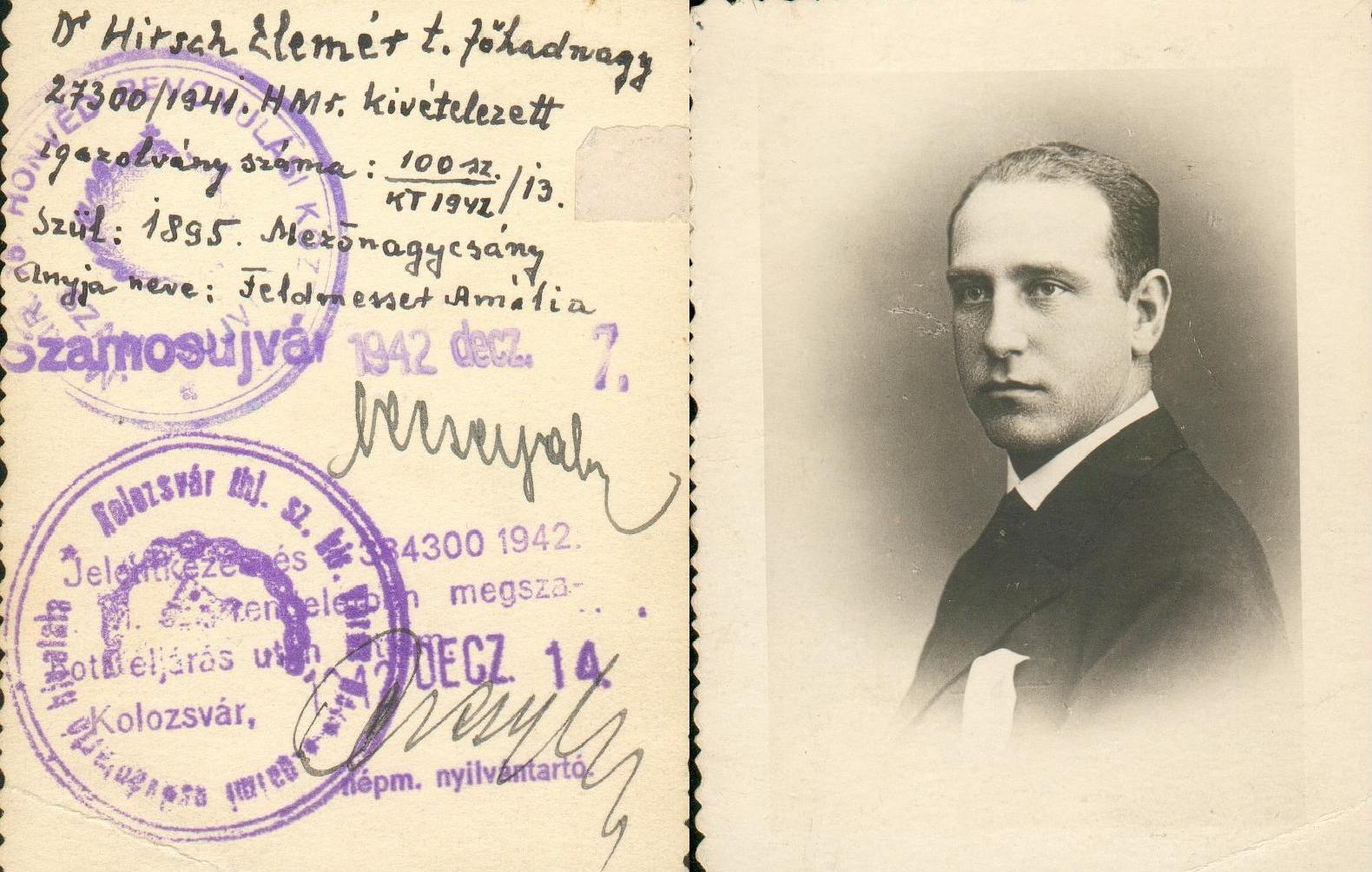
Свідоцтво Елемера Гірша про звільнення від обмежень єврейського закону.

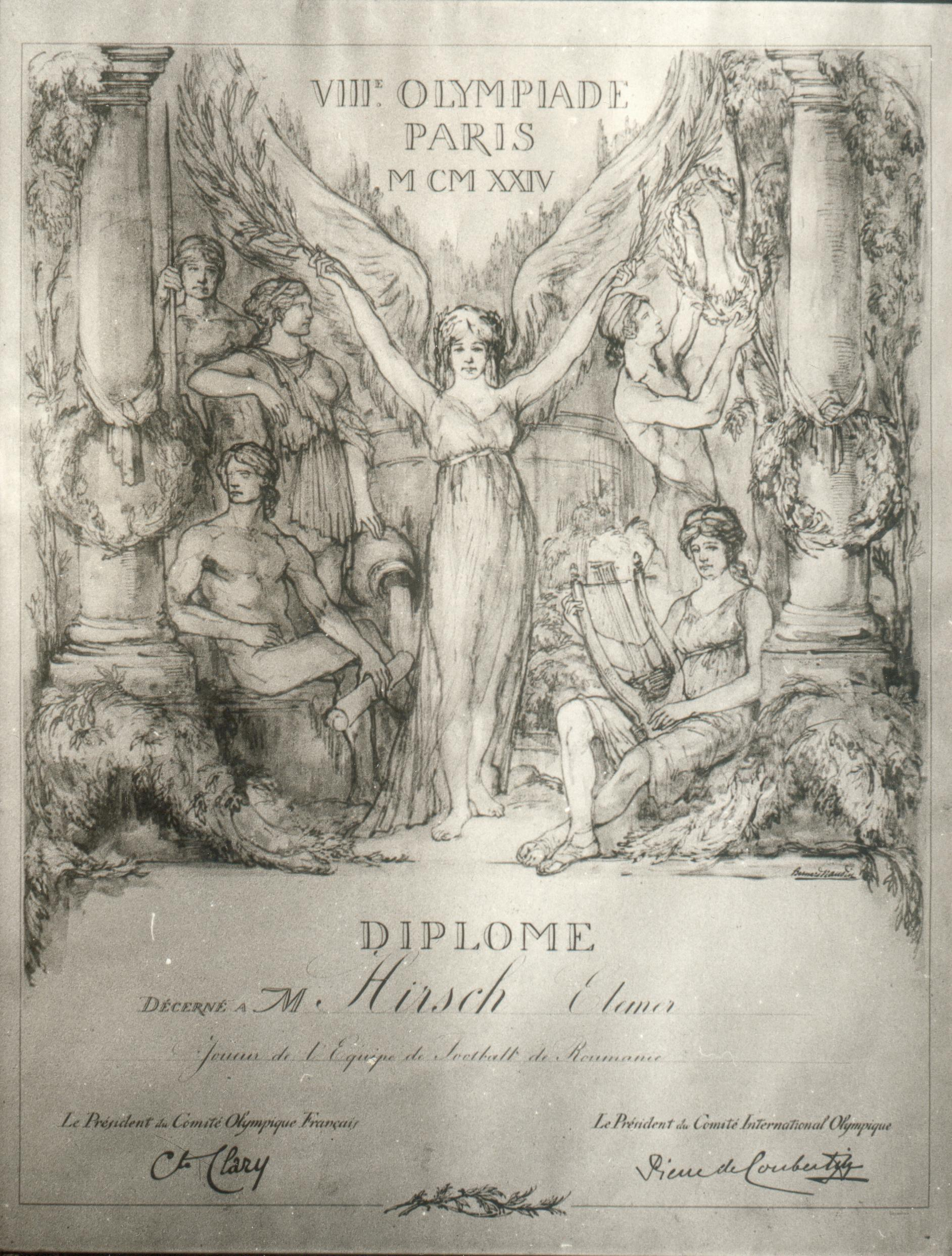
Диплом учасника Олімпіади Елемера Гірша.

| Міжнародні виступи | Міжнародні виступи | Міжнародні виступи | Міжнародні виступи | Міжнародні виступи | Міжнародні виступи | Міжнародні виступи |
| #                  | Дата               | Місце проведення   | Суперник           | Результат          | Змагання           |                    |
| ------------------ | ------------------ | ------------------ | ------------------ | ------------------ | ------------------ | ------------------ |
| 1.                 | 8 червня 1922      | Белград, Югославія | Югославія          | 2–1                | Товариський матч   |                    |
| 2.                 | 3 вересня 1922     | Чернівці, Румунія  | Польща             | 1–1                | Товариський матч   |                    |
| 3.                 | 1 липня 1923       | Клуж, Румунія      | Чехословаччина     | 0–6                | Товариський матч   |                    |
| 4.                 | 2 вересня 1923     | Львів, Польща      | Польща             | 1–1                | Товариський матч   |                    |
| 5.                 | 20 травня 1924     | Відень, Австрія    | Австрія            | 1–4                | Товариський матч   |                    |